# Axel Falk (präst)
Axel Per Falk, född 25 december 1821 i Kullerstads socken, död 18 maj 1904 i Kumla socken, Närke, var en svensk präst och lärare.
Axel Falk var son till komministern i Kullerstad Carl Gustaf Falk. När han var 16 år gammal avled fadern, och han fick söka plats som informator för att försörja sig. Falk genomgick Västerviks elementarläroverk, var från 1838 elev vid Linköpings gymnasium och blev 1840 student vid Uppsala universitet, där han 1845 blev filosofie kandidat och senare samma år filosofie magister. Han tjänstgjorde vid Jakobs högre apologistskola, Hedvig Eleonora lägre apologistskola och Katarina högre apologistskola 1846–1848 och blev 1847 vikarierande adjunkt vid Nya Elementarskolan. Falk var 1848–1850 vikarierande huvudlärare och därefter lärare i filosofi, latin och kristendom fram till slutet av 1855, med ett kort återhopp 1860–1861. 1858 förklarades han lektor vid skolan. Han hade 1856 avlagt en praktisk och teoretiskt teologisk examen och prästvigdes året därpå. Därefter utnämndes han 1863 till kyrkoherde i Kumla socken med tillträde 1865. Falk blev 1895 filosofie jubeldoktor och prost 1899. Han blev 1893 ledamot av Nordstjärneorden. Falk är begravd på Kumla kyrkogård.